# Martijn van Dam

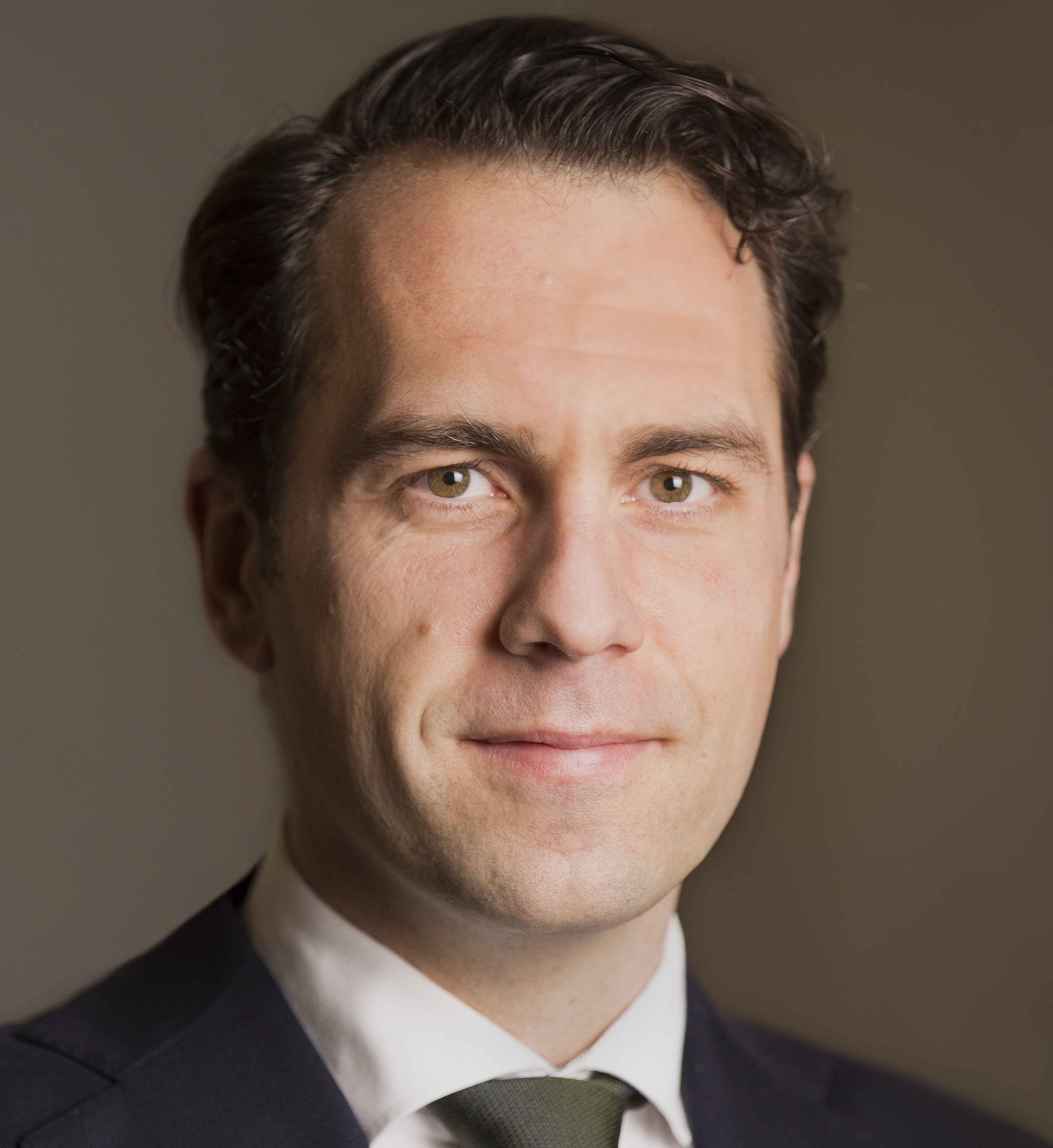
Martijn van Dam (2015)

Martinus Hendricus Petrus „Martijn“ van Dam (* 1. Februar 1978 in Zoetermeer) ist ein niederländischer Politiker der sozialdemokratischen PvdA. Von November 2015 bis August 2017 war er Staatssekretär für Wirtschaft im Kabinett Rutte II.

## Leben
Nach seiner Schulzeit am Bisschop Bekkerscollege in Eindhoven studierte van Dam von 1996 bis 2002 Technische Betriebswirtschaftslehre an der Technischen Universität Eindhoven.
Van Dam war von 1998 bis 2003 Mitglied des Gemeinderats von Eindhoven. Er war kurz bei der Philips Lighting BV tätig, als er am 30. Januar 2003 als Abgeordneter in die Zweite Kammer des niederländischen Parlaments gewählt wurde. Bis zum 3. November 2015 war er Abgeordneter der Zweiten Kammer für die sozialdemokratische Partei PvdA. Er befasste sich hier unter anderem mit Wirtschaftsangelegenheiten, Integration, Medien und Außenpolitik. Seit November 2012 war er außerdem Vizefraktionsvorsitzender.
Van Dam wurde am 3. November 2015 zum Staatssekretär für Wirtschaft im Kabinett Rutte II ernannt. Am 1. September 2017 verließ er die Politik und wurde Vorstandsmitglied des Nederlandse Publieke Omroep (NPO).